# Wetgeving gevaarlijke stoffen
In Nederland (en ook vaak in Europees en mondiaal verband) zijn er veel regels met betrekking tot het transport, opslag en de verwerking van gevaarlijke stoffen vastgelegd.
Enkele belangrijke zijn hier opgesomd:

## Transport
De regelgeving voor het vervoer van gevaarlijke stoffen is voor Nederland vastgelegd in de Wet Vervoer Gevaarlijke Stoffen, de wet luchtvaart, schepenwet en de hier onder liggende besluiten. Hierin zijn de onderstaande regelgevingen geborgd voor de verschillende modaliteiten:

### Over de weg
ADR (mondiaal)
Deze regelgeving maakt in Nederland deel uit van het VLG en regelt het vervoer van gevaarlijke stoffen over de weg. Het ADR omschrijft de voorwaarden waarbinnen het transport over de weg van gevaarlijke goederen is toegestaan. 

### Over het spoor
RID (semi-mondiaal)
Deze regelgeving maakt in Nederland deel uit van het VSG en omschrijft de voorwaarden waaraan het transport van gevaarlijke stoffen over spoor moet voldoen. Het RID is opgenomen in het COTIF(Convention relative aux transports internationaux ferroviaires) als bijlage C. 

### Over binnenwateren
ADN (semi-mondiaal)
Deze regelgeving maakt in Nederland deel uit van het VBG en omschrijft de voorwaarden waaraan het transport van gevaarlijke stoffen over Europese binnenwateren moet voldoen en is sinds 29 februari 2008 van kracht. Het ADN is de opvolger van het ADNR.

### Door de lucht
ICAO-TI (mondiaal)
Deze wetgeving regelt het vervoer van gevaarlijke stoffen door de lucht. De IATA-DGR heeft deze wetgeving gebundeld met voorkeuren en eisen van landen en vliegtuigmaatschappijen. Hierdoor zijn de doorgaans strengere voorschriften van de IATA-DGR de standaard geworden voor het verzenden van gevaarlijke stoffen door de lucht. De klasse indeling loopt gelijk aan het ADR, maar deze regeling bevat specifieke zaken welke met het vervoer in vliegtuigen te maken hebben, zoals afwijkende verpakkingsvoorschriften e.d.

### Over zee
IMDG-code (mondiaal)
Deze wetgeving regelt het vervoer van gevaarlijke stoffen over zee. Ook hier loopt de klasse indeling gelijk aan het ADR. In deze regeling zijn echter de specifieke zaken voor het zeevervoer (zoals de stuwage van containers op een schip) opgenomen.

## Opslag
Opslag van gevaarlijke goederen werd vroeger geregeld in de hinderwetvergunning, deze is vervangen door een omgevingsvergunning. Alleen voor bedrijven die vergunningsplichtig zijn staan voorschriften in de vergunning voor de opslag van gevaarlijke stoffen. Voor bedrijven die onder algemene regels vallen is wetgeving betreffende de opslag van gevaarlijke stoffen rechtstreeks werkend. Voor veel bedrijven in Nederland is dat het Activiteitenbesluit. In deze wetgeving zijn verwijzingen opgenomen naar vastgelegde richtlijnen. Bekende richtlijnen zijn die van de "Commissie Preventie Rampen" die de CPR-bladen hebben vastgesteld. Deze is herzien en vervangen door een nieuwe richtlijn, de publicatiereeks gevaarlijke stoffen.

## Werken met
In Nederland valt dit onder de Wet milieubeheer (Wm) en de Arbeidsomstandighedenwet. Hierin zijn de verschillende aandachtsgebieden opgenomen m.b.t. het werken met gevaarlijke stoffen.
Waar de Wet milieubeheer zich voornamelijk richt op het identificeren (etiketteren) van gevaarlijke goederen, richt de Arbeidsomstandigheden wetgeving zich voornamelijk op de kans op blootstelling, de effecten hiervan en de verplichting tot het minimaliseren van het contact met gevaarlijke stoffen (zorgplicht).